# 2000年比什凯克纵火绑架杀人案
2000年比什凯克纵火绑架杀人案，是2000年在吉尔吉斯首都比什凯克发生的系列案件，由东突解放组织策划并实施。

## 简介
20世纪末至21世纪初，东突恐怖主义在吉尔吉斯的活动抬头。1998年，东突恐怖分子参与在吉尔吉斯南部劫持4名日本科学家及吉尔吉斯内务部队高级军官的恐怖事件。1999年，恐怖组织“乌兹别克斯坦伊斯兰运动”武装进攻吉尔吉斯南部，其间曾获得东突恐怖组织资助的60万美元。
当时在东突恐怖组织中，“东突解放组织”在吉尔吉斯的活动极为活跃。1998年5、6月间，“东突解放组织”成员艾斯卡尔托乎提、艾合买提、巴拉木江艾合买提等人在吉尔吉斯的奥什州实施爆炸。2000年3月，吉尔吉斯“维吾尔青年联盟”主席尼合买提·波萨科夫因为拒绝和恐怖组织“东突解放组织”合作，在家门口遭该组织成员枪杀身亡。
2000年5月，“维吾尔解放组织”成员为筹措资金，在比什凯克绑架了一名新疆商人，勒索10万美元，并杀害了这名商人的侄子，随后纵火焚烧比什凯克中国商品市场“吐尔巴扎”。得知消息后，新疆维吾尔自治区人民政府迅速调集公安等部门人员，组成工作组赴吉尔吉斯协助调查此次纵火、绑架案。2000年5月25日，恐怖分子策划并实施了对该工作组的袭击，用冲锋枪扫射，造成工作组1人（新疆克孜勒苏柯尔克孜自治州外事办公室主任）被当场打死、2人受伤（其中一人为克孜勒苏柯尔克孜自治州公安局副局长）。犯案的恐怖分子随后逃到哈萨克斯坦，并于2000年9月在哈萨克斯坦阿拉木图杀害2名正在执行清查任务的哈萨克斯坦警察。